# ندای وظیفه: تیم حمله
ندای وظیفه: تیم حمله (انگلیسی: Call of Duty: Strike Team) یک بازی ویدئویی تک‌نفره تیراندازی اول شخص برای سکو‌های اندروید و آی‌اواس می‌باشد که توسط د بلست فرنست توسعه و اکتیویژن نشر پیدا کرده است.